# I Spit on Your Grave 2
I Spit on Your Grave 2 is een Amerikaanse thriller-horrorfilm uit 2013 onder regie van Steven R. Monroe. De productie is een vervolg op I Spit on Your Grave uit 2010, eveneens onder regie van Monroe. Beide titels vinden hun oorsprong in een gelijknamige film uit 1978, een zogenaamde rape-revengefilm geschreven, geregisseerd en geproduceerd door Meir Zarchi. Hij was bij allebei de nieuwe films betrokken als uitvoerend producent.

## Verhaal

### Rape
Katie Carter wil model worden, tot dusver zonder succes. Ze spreekt daarom af in een café met model Sharon, die ze om advies vraagt. Sharon bekijkt Katies portfolio en adviseert haar om nieuwe foto's te laten maken bij een professionele fotograaf. Ze waarschuwt dat dit een behoorlijke investering vergt, maar verzekert haar dat het de moeite waard zal zijn. Bij het verlaten van het café ziet Katie een advertentie op een prikbord. Hierin wordt gratis fotografie voor het samenstellen van een portfolio aangeboden. Ze neemt het telefoonnummer mee en belt thuis op. De man die de telefoon beantwoordt, laat Katie een foto van zichzelf opsturen. Als reactie daarop stuurt hij haar het adres van de studio. Die bevindt zich net als zij in New York.
Katie gaat naar het opgestuurde adres. Ze wordt er ontvangen door Georgi. Hij en zijn broer Nicolai zijn de assistenten van hun derde broer, fotograaf Ivan. Die bevindt zich op dat moment net in een fotosessie, maar beëindigt die wanneer hij ziet dat Katie er is. Nadat ze zich heeft verkleed, maakt Ivan een aantal foto's van haar. Dan geeft hij aan dat hij iets mist. Hij stelt haar daarom voor om topless te gaan. Katie weigert. Ze verdenkt Ivan ervan dat hij naaktfoto's van haar op het internet wil zetten en vertrekt.
De dag daarna staat Georgi aan Katies voordeur. Hij verontschuldigt zich voor zijn broer en heeft een USB-stick bij zich met daarop de foto's die Ivan van haar maakte. Ze mag die hebben en ermee doen wat ze wil. Nadat Katie die avond gaat slapen, wordt ze wakker van een geluid in haar kamer. Georgi zit aan het voeteneind van haar bed met een camera. Ze schreeuwt hem toe dat hij weg moet gaan, maar hij vraagt haar te kalmeren en blijft zitten waar hij zit. Daarop beschiet Katie hem met een tasergun en rent ze de gang van haar appartementencomplex op. Georgi haalt haar in. Hij sleept haar mee terug naar haar woning, bindt haar vast en stopt een knevel in haar mond. Katies buurman Jayson wordt wakker van het kabaal en komt kijken wat er aan de hand is. Wanneer hij binnenkomt, steekt Georgi hem herhaaldelijk met een mes. Vervolgens scheurt hij Katies slip van haar lijf en verkracht hij haar anaal. De stervende Jayson kan niets meer dan toezien hoe Georgi de kermende Katie misbruikt.
Wanneer Georgi klaar is, overziet hij de kamer. Hij belt zijn broers om te vertellen dat hij een fout heeft begaan. Even daarna arriveren Ivan en Nicolai in de woning. Ze geven Georgi op zijn donder en beginnen zijn sporen uit te wissen. Daarna drogeren ze Katie door haar te dwingen een poeder door te slikken. Hierdoor verliest ze het bewustzijn.
Wanneer Katie wakker wordt, bevindt ze zich naakt in een betonnen ruimte met daarin alleen het matras waarop ze ligt. Haar handen zitten met boeien vast aan een paal aan het hoofdeinde. Nicolai is bezig haar te verkrachten. Na afloop bespot hij haar en urineert hij op haar. Wanneer Ivan de ruimte inkomt, haalt hij zijn broers weg. Wanneer ze terugkomen, praten ze over de naderende komst van Valko. Ze dwingen Katie opnieuw een poeder in te slikken om haar te drogeren in afwachting daarvan. Zodra de broers weg zijn, stopt Katie een vinger in haar keel en braakt ze de drugs uit. Ze doet daarop alsof ze bewusteloos is. Georgi komt terug om haar te wassen en aan te kleden.  Hiervoor maakt hij haar handboeien los. Zodra hij haar de rug toekeert, slaat Katie hem net zo lang met zijn emmer op zijn hoofd tot hij bewusteloos is. Daarna klimt ze door het raam en rent ze de straat op. De teksten op alle borden die ze tegenkomt, zijn in het cyrillisch en niemand verstaat haar. Dan komt ze een politieman tegen die Engels spreekt. Hij geeft haar mee met rechercheur Kiril, die toevallig net langsrijdt.
Kiril neemt Katie mee naar het politiebureau. Hij vertelt haar dat ze in Bulgarije is. Hij weet niet wat hij van haar verhaal moet maken, omdat ze verward overkomt en merkbaar onder invloed van drugs is. Daarop komt Ana het kantoor binnen. Ze stelt zich voor als leidster van een opvangcentrum voor vrouwen. Ana luistert naar Katies verhaal en stelt voor om haar mee te nemen. Kiril laat de twee met een gerust hart vertrekken. Katie wil naar de Amerikaanse ambassade. Ana stemt erin toe haar daarnaartoe te brengen, maar stelt voor om eerst langs haar huis te rijden om kleren en zeep te halen. Thuis stuurt ze Katie naar de kelder, waar volgens haar kleren liggen. Het blijkt in realiteit de ruimte te zijn waar ze net uit is ontsnapt. Georgi, Nicolai en Ivan grijpen Katie en ketenen haar opnieuw aan de paal vast. Ana is hun moeder.
Dan arriveert Valko, een klant van Ana. Hij wordt met Katie alleen gelaten in de kelder. Valko heeft een stroomstootwapen bij zich en bewerkt Katie daarmee op alle plaatsen die in zijn sadistische brein opkomen. Ten slotte verkracht hij haar. Na afloop komt Ivan de kelder in. Katie ligt uitgeput op het matras. Haar mond en dijen zitten onder het bloed. Ivan bespot haar en knielt neer boven haar borst. Vervolgens knijpt hij in Katies tepel en begint hij haar in het gezicht te stompen. Hij zegt haar dat dit alles niet gebeurd zou zijn als ze in New York niet zo verwaand had geweigerd haar jurk uit te doen tijdens de fotosessie. De broers sluiten Katie daarna op in een kist, die ze begraven in de kelder. Nadat ze de kuil dichtgooien, bedekken ze die met het matras.

### Herstel
Katie ligt hulpeloos in de kist onder de grond, in shock. Ze lijkt niets anders te kunnen doen dan te wachten op de dood. Dan hoort ze de grond rommelen. De bodem onder de kist blijkt te dun om die te kunnen dragen, omdat zich vlak daaronder een metershoge rioolruimte bevindt. De kist zakt door de grond en valt open op de bodem van het rioolstelsel. Katie kruipt er voorzichtig over de grond, door haar verwondingen amper nog in staat te bewegen. Even verderop vindt ze water. In de tijd die volgt, herstelt Katie elke dag een beetje meer. Ze heeft water om te drinken en eet het vlees van dieren die ze in het riool aantreft. Op een zeker moment vindt ze een deur die naar de kelder van een kerk leidt. Hier plundert ze de keuken. Ze wordt er aangetroffen door geestelijke Dimov. Hij blijft op veilige afstand en laat haar kleren en eten meenemen. Hij stopt er zelf een bijbel tussen. Katie bladert hierdoorheen. Wanneer ze voldoende aangesterkt is, gaat ze naar de Amerikaanse ambassade. Voor de poort draait ze niettemin om. Ze gaat terug naar de kerk en verdwijnt via de kelder weer in het riool. Voor Dimov laat ze de bijbel achter, opengeslagen bij het Bijbelboek Romeinen. Dimov laat zijn oog vallen op Romeinen 12:19: Vengeance is mine ('Ik zal vergelden').

### Revenge
Katie bespioneert Georgi, Nicolai en Ivan tijdens hun dagelijkse doen en laten. Wanneer er niemand thuis is, breekt ze in bij Ana. Ze treft er een kistje aan dat tot de nok toe gevuld is met rollen bankbiljetten. Georgi zit op een terras en let niet op wanneer iemand de door hem bestelde koffie op zijn tafeltje zet. Wanneer hij een slok neemt, blijkt er iets in te zitten. Hij beseft dat het het crucifix is dat Katie aan een ketting droeg toen ze haar begroeven. Verderop in de straat ziet hij haar staan. Georgi gaat achter haar aan en achtervolgt haar tot in het riool. Daar schuift Katie een verstelbare lus aan een stok om zijn nek en neemt hem gevangen.
Dimov vertelt Kiril over het meisje dat hij heeft ontmoet. Hij spreekt zijn zorgen over haar uit. Kiril beseft dat Dimov het over Katie heeft.
Katie bindt Georgi aan handen en voeten vast aan een wand in het riool. Ze maakt met een mes sneden in zijn wang, buik en been. De wonden smeert ze vol met rioolafval, om ze te infecteren. Daarna laat ze Georgi achter om langzaam te sterven. Ze komt alleen af en toe terug om hem te tarten, op de pijnlijke plekken te drukken en foto's van hem te maken terwijl zijn toestand verergert.
Nicolai zit in een nachtclub. Hij slaat het ene na het andere drankje achterover en heeft het naar zijn zin. Na zijn laatste glas voelt hij zich niet lekker worden. Hij wordt duizelig, misselijk en zijn zicht vertroebelt. Hij haast zich naar de toiletten. Daar staat Katie op hem te wachten. Ze is te sterk voor de gedrogeerde Nicolai en verdrinkt hem door zijn hoofd onder te houden in een verstopt toilet.
Valko woont een dienst bij in de kerk van Dimov. Katie laat zich zien en lokt hem zo naar de kelder. Daar slaat ze hem neer. Wanneer Valko bijkomt, ligt hij vastgebonden op een kaal spiraalmatras. Ditmaal heeft zij een stroomstootwapen bij zich. Hiermee bewerkt ze zijn borst en zijn kruis, zoals hij eerder bij haar deed. Vervolgens stopt Katie een slang in zijn keel en zet hier stroom op met behulp van een generator. Ze plaatst ten slotte klemmen van startkabels aan het spiraalmatras en jaagt daar een dodelijke hoeveelheid elektriciteit door. Valko sterft, zwartgeblakerd.
Ana komt thuis en hoort muziek. Die blijkt uit de kelder te komen. Op het matras staat een platenspeler. Katie duwt haar door het gat in de grond het riool in. Daar staat de kist waar ze in begraven werd. Ana valt voor de voeten van Georgi, wiens wonden zichtbaar geïnfecteerd zijn. Hij is ziek en praat niet meer. Katie sluit Ana vervolgens op in de kist en laat de twee achter.
Ivan komt thuis en vindt het gat in de kelder. Hij gaat het riool in. Kiril vertelt Dimov intussen dat het meisje waar hij over sprak Katie heet en dat hij dacht haar geholpen te hebben. Dimov laat hem het gat in de kelder zien waardoor ze uit het riool kwam.
Ivan bereikt de plek waar Georgi aan de muur vastzit. Katie slaat hem van achteren neer. Wanneer hij bij bewustzijn komt, ligt hij op zijn rug, vastgebonden op een tafel. Zijn broek is uit. De kist met Ana erin staat naast hem. Katie opent het deksel, zodat Ana Georgi ziet wanneer hij zijn laatste adem uitblaast. Daarna sluit ze Ana weer op. Katie pakt een tang en rukt een van Ivans tepels eraf. Hij scheldt haar uit, maar schrikt wanneer hij ziet dat zijn testikels tussen de bekken van een bankschroef liggen. Katie begint deze dicht te draaien en verplettert Ivans genitaliën.
Kiril arriveert en neemt Katie onder schot. Hij beveelt haar op te houden. Ivan grijpt Katie tussen zijn geboeide polsen en probeert haar te wurgen. Kiril schiet hem door het hoofd en voorkomt dat hem dit lukt. Kiril staat als aan de grond genageld, verbijsterd door de situatie waarin hij zich bevindt. Katie maakt aanstalten om weg te lopen. Kiril verontschuldigt zich voor wat haar heeft laten overkomen en laat haar ongehinderd gaan. In de kist vindt hij Ana, vastgebonden en in paniek.
Katie gaat opnieuw naar het Amerikaanse consulaat. Deze keer gaat ze de poort wel door.

## Rolverdeling
- Jemma Dallender - Katie Carter
- Yavor Baharov - Georgi
- Joe Absolom - Ivan
- Aleksandar Aleksiev - Nicolai
- Mary Stockley - Ana
- Valentine Pelka - Father Dimov
- George Zlatarev - Kiril
- Peter Silverleaf - Valko
- Michael Dixon - Jayson
- Kacey Barnfield - Sharon